# Nauru nos Jogos Olímpicos
A nação insular do Pacífico Nauru competiu pela primeira vez nos Jogos Olímpicos de Verão em 1996 em Atlanta. O país fez repetidas participações em Sydney em 2000, em Atenas em 2004, em Pequim em 2008, no Rio de Janeiro em 2016 e em Tóquio em 2020.
O país é principalmente conhecido pela sua tradição no halterofilismo e a maioria dos atletas que competiram por Nauru nas Olimpíadas foram halterofilistas.
Nauru é conhecida por ser a menor nação dentre os membros do Comitê Olímpico Internacional.
Sob a liderança de Vinson Detenamo, o Movimento Olímpico chegou a Nauru no início dos anos 1990. O Comitê Olímpico foi estabelecido em 1991 e as conversas com o COI começaram no mesmo ano. Em maio de 1994, o país apresentou sua candidatura para participar do COI e em setembro do mesmo ano o país foi aceito, deixando aberto o caminho para sua participação em 1996.
1996 não foi a primeira vez em que atletas de Nauru participaram dos Jogos. Após sua vitória sensacional nos Jogos da Commonwealth de 1990, o halterofilista Marcus Stephen fez uma petição para se tornar cidadão de Samoa para competir nos Jogos de 1992. Stephen competiu de novo nas Olimpíadas em 1996 e 2000, dessa vez por seu país original. Ele ficou em 11º lugar na categoria 62 kg em 2000. Em 2009, ele substituiu Vinson Detenamo como presidente do Comitê Olímpico de Nauru.
Paul Coffa é o treinador de Halterofilismo da Federação de Halterofilismo da Oceania e é o técnico da seleção olímpica de Nauru desde 1994.